# The New Quartet
Albums de Gary Burton
Alone at Last
(1972) Seven Songs for Quartet and Chamber Orchestra
(1974)

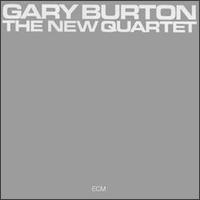
pochette de l'album studio The New Quartet de l'artiste Gary Burton.

The New Quartet est un album du vibraphoniste de jazz américain Gary Burton enregistré et commercialisé en 1973.

## Liste des titres

### Face A
| No | Titre                       | Musique       | Durée |
| -- | --------------------------- | ------------- | ----- |
| 1. | Open Your Eyes, You Can Fly | Chick Corea   | 6:40  |
| 2. | Coral                       | Keith Jarrett | 4:03  |
| 3. | Tying Up Loose Ends         | Gordon Beck   | 5:12  |
| 4. | Brownout                    | Gary Burton   | 6:32  |

### Face B
| No | Titre         | Musique       | Durée |
| -- | ------------- | ------------- | ----- |
| 5. | Olhos de Gato | Carla Bley    | 5:38  |
| 6. | Mallet Man    | Gordon Beck   | 7:11  |
| 7. | Four Or Less  | Michael Gibbs | 6:10  |
| 8. | Nonsequence   | Michael Gibbs | 4:30  |

## Musiciens
- Gary Burton – vibraphone
- Michael Goodrick – guitare
- Abraham Laboriel – guitare basse
- Harry Blazer – drums